# John Singleton
John Daniel Singleton (ur. 6 stycznia 1968 w Los Angeles, zm. 29 kwietnia 2019 tamże) – amerykański reżyser, scenarzysta i producent filmowy.

## Zarys kariery
Jako reżyser zadebiutował w wieku dwudziestu trzech lat filmem Chłopaki z sąsiedztwa (1991), mrocznym obrazem o gangach i przemocy, rozgrywającym się w etnicznym getcie w Los Angeles i koncentruje się na grupce przyjaciół (rówieśników reżysera) próbujących wyrwać się ze świata gangsterskich porachunków. W roku 1992 ten film przyniósł mu dwie nominacje do Oscarów - za reżyserię i scenariusz oryginalny. Był on pierwszym Afroamerykaninem nominowanym do tej prestiżowej nagrody. Jednocześnie był też najmłodszym twórcą nominowanym do Oscara za reżyserię.
Żaden z jego późniejszych filmów nie powtórzył artystycznego sukcesu debiutu, niemniej Singleton pozostawał cenionym hollywoodzkim reżyserem. W jego dorobku znajdują się takie dzieła jak remake klasycznego Shafta (w obrazie Singletona tytułową rolę zagrał Samuel L. Jackson), a także film akcji Za szybcy, za wściekli.
17 kwietnia 2019 Singleton doznał rozległego udaru, po którym zapadł w śpiączkę. 29 kwietnia w szpitalu Cedars-Sinai w Los Angeles rodzina reżysera podjęła „bolesną decyzję” o odłączeniu go od aparatury podtrzymującej życie. Zmarł 13 dni po udarze, w wieku 51 lat. 

## Filmografia
- 1991 Chłopaki z sąsiedztwa (Boyz N the Hood)
- 1993 Poetic Justice
- 1995 Studenci (Higher Learning)
- 1997 Rosewood w ogniu (Rosewood)
- 2000 Shaft
- 2001 Baby Boy
- 2003 Za szybcy, za wściekli (2 Fast 2 Furious)
- 2005 Czterej bracia (Four Brothers)
- 2007 Convoy
- 2008 Without Remorse
- 2008 Tulia
- 2011 Porwanie (Abduction)